# André Lanata
André Lanata (Bastia, Francia; 10 de octubre de 1961) es un general del Ejército del Aire Francés. En septiembre de 2018 fue nombrado comandante supremo aliado de Transformación (SACT) de la OTAN.
A lo largo de su carrera Lanata ha desarrollado diversas responsabilidades en el Ejército del Aire y en el Ministerio de Defensa de Francia. Anteriormente había sido jefe del Estado Mayor del Ejército del Aire. Como piloto de combate ha volado en 146 misiones de combate en seis teatros de operaciones diferentes y tiene más de 3300 horas de vuelo, la mayoría en aviones Mirage F1CR y Mirage 2000D. Ha recibido el rango de comandante de la Legión de Honor, la Orden Nacional del Mérito, dos cruces de guerra (una con palma) y la Cruz del Valor Militar.

## Biografía
André Lanata nació en Bastia, Córcega, el 10 de octubre de 1961. Es hijo del general Vincent Lanata, jefe del Estado Mayor del Ejército del Aire entre 1991 y 1994.
Lanata ingresó en la Academia de la Fuerza Aérea Francesa en 1981, obteniendo el título de piloto de combate en 1984. Comenzó su carrera en un escuadrón de reconocimiento en la base aérea de Estrasburgo. Se convirtió en comandante de vuelo en 1990 y en jefe de operaciones en 1992.
Responsable de los programas de reconocimiento del Estado Mayor del Ejército del Aire entre 1993 y 1995, se incorporó a la Escuela de Guerra Conjunta de París. Ejerció como comandante del Escuadrón de Combate 2/3 «Champagne», en la base aérea de Nancy.
Como oficial del Estado Mayor, ha contribuido tanto a los planes como a las políticas, a nivel aéreo y conjunto. Asignado en 2000 al cuartel general del Ejército del Aire en la división de Planes-Programas, se incorporó al Estado Mayor Conjunto en 2002 como oficial de coherencia operativa a cargo de la preparación y la protección de las fuerzas conjuntas.
Entre 2004 y 2006 Lanata fue comandante de la base aérea francesa de Yibuti, y al mismo tiempo comandante de todas las fuerzas aéreas francesas en Yibuti.
Se incorporó al Estado Mayor del Ejército del Aire en 2006 como adjunto y luego como jefe de Planes. Destinado en la Secretaría de Defensa y Seguridad Nacional, ha desempeñado el cargo de subdirector de asuntos internacionales y estratégicos de 2008 a 2011.
Subjefe de Operaciones del Estado Mayor Conjunto en 2011, trabajó particularmente en la financiación de operaciones francesas, acuerdos bilaterales o multilaterales como el concepto de Fuerza Expedicionaria Conjunta Combinada (CJEF), a la vez que dirigía la transformación de la organización.
Fue jefe de planes del Estado Mayor Conjunto desde 2013, más específicamente a cargo de todos los programas militares, planificación financiera y control de armas.
El 21 de septiembre de 2015 fue ascendido al rango de general de Ejército de la Fuerza Aérea, asumiendo el cargo de jefe del Estado Mayor del Ejército del Aire (CEMAA).
El 11 de septiembre de 2018 sucedió al general Denis Mercier como comandante supremo aliado de Transformación de la OTAN, haciéndose responsable de los programas de transformación, educación y entrenamiento de las fuerzas de la Alianza Atlántica.